# Flight of Icarus
Flight of Icarus är en låt och en singel av det brittiska heavy metalbandet Iron Maiden, släppt den 11 april 1983. Det är den första singeln till albumet Piece of Mind som släpptes 16 maj 1983. Det är även den första singeln som släpptes i USA. Detta därför att amerikanska skivbolag inte släpper låtar om det inte är absolut säkert om de blir hits. Låten spelades mycket i radio och nådde plats tretton på den amerikanska radiolistan under 1983. Singeln slog även igenom i Storbritannien där den nådde plats elva.
Låten är delvis baserad på en grekisk myt om Daidalos och hans son Ikaros. Dessa två uppfann vingar av fjädrar och vax som de kunde flyga med. Men Ikaros flög för nära solen och vaxet smälte och han föll ner mot sin död i havet. B-sidan är en cover på sången "I've Got the Fire" av Montrose. Man hade redan tidigare använt sången som B-sida på singeln till låten Sanctuary men då var det en liveversion.
Singeln är den första med Nicko McBrain som trummis och den nådde elfte plats på brittiska topplistan.

## Låtlista
1. "Flight of Icarus" (Smith, Dickinson)
2. "I've Got The Fire" (Montrose)

## Medlemmar
- Steve Harris - elbas
- Nicko McBrain - trummor
- Bruce Dickinson - sång
- Adrian Smith - gitarr
- Dave Murray - gitarr